# Georgi Markov (zápasník)
Georgi Markov (bulharsky Георги Мърков * 5. dubna 1946 Gorno Vršilo, Bulharsko) je bývalý bulharský zápasník, reprezentant v zápase řecko-římském a trenér. Držitel zlaté medaile z olympijských her, mistrovství světa a mistrovství Evropy.
V roce 1984 se jako trenér bulharské reprezentace zúčastnil mistrovství Evropy ve švédském Jönköpingu. Zde odzbrojil útočníka, který se pokoušel proniknout do haly se zbraní schovanou pod tác s kyticí. Za tento čin byl vyznamenán Světovou zápasnickou asociací a UNESCO.
Je profesorem na univerzitě v Plovdivu, autor metodiky vedení pro studenty obou stylů zápasu. V roce 2010 byl za mimořádný přínos k rozvoji tělesné výchovy a sportu oceněn řádem Stara planina I. stupně.
9. listopadu 2011 se stal předsedou městské rady v Septemvri. Bylo mu uděleno čestné občanství v Sofii, Pazardžiku a Septemvri.